# Ana Maria da Dinamarca
Ana Maria (em grego:  Άννα-Μαρία, transl.: Ánna-María; Copenhague, 30 de agosto de 1946) foi a última Rainha da Grécia, de 1964 a 1973, como a consorte real do rei Constantino II. Ana Maria é a filha mais nova do rei Frederico IX e da rainha Ingrid. Em 1964, Ana Maria casou-se com Constantino e tornou-se rainha consorte da Grécia. Eles tiveram cinco filhos: Princesa Alexia, Príncipe Herdeiro Paulo, Príncipe Nicolau, Princesa Teodora e Príncipe Filipe. Como rainha, Anne-Marie passou grande parte de seu tempo trabalhando para uma fundação de caridade conhecida como "Fundo de Sua Majestade" e mais tarde como "Fundação Anne-Marie", que prestou assistência a pessoas nas áreas rurais da Grécia. Em 1967, no entanto, a família real foi forçada ao exílio, e Constantino foi posteriormente deposto quando a Grécia fez a transição para uma república.
Ana Maria é a irmã mais nova da rainha Margarida II da Dinamarca. Ela também é prima em primeiro grau do rei Carlos XVI Gustavo da Suécia e prima em segundo grau do rei Haroldo V da Noruega. Ana Maria e seu marido Constantino eram primos de terceiro grau: eles compartilharam rei Cristiano IX da Dinamarca como tataravô patrilinear. Eles também compartilharam a rainha Vitória do Reino Unido como tataravó.

## Nascimento e família

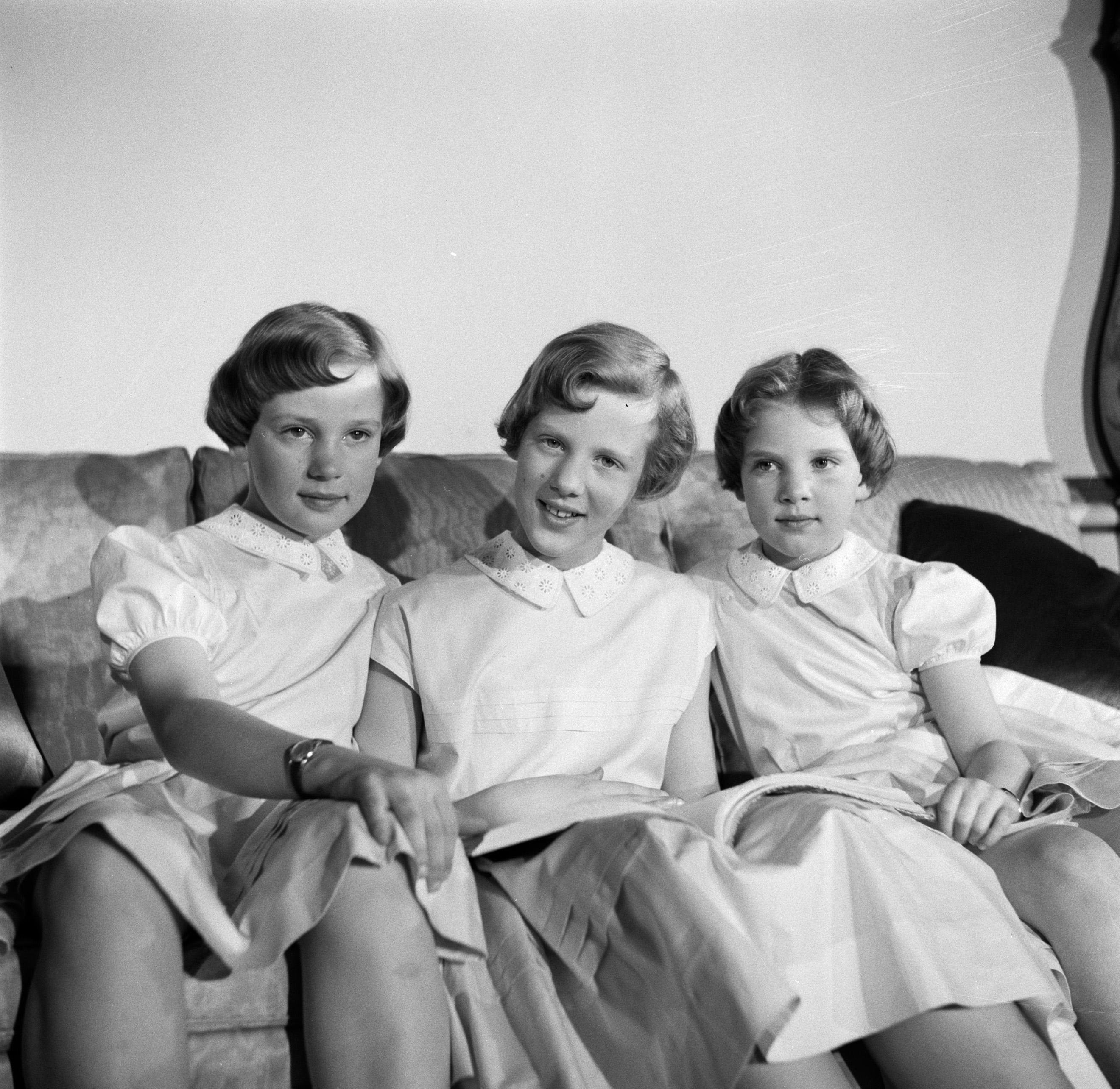
Ana Maria (1.ª dir.) com as irmãs Margarida e Benedita

Princesa Ana Maria nasceu em 30 de agosto de 1946 no Palácio de Amalienborg em Copenhaga como a última filha do Príncipe Herdeiro e da Princesa Herdeira da Dinamarca. Seu pai era o filho mais velho do Rei e da Rainha da Dinamarca e sua mãe era a única filha do Príncipe Herdeiro e da falecida Princesa Herdeira da Suécia (uma neta da Rainha Vitória do Reino Unido).
A Princesa foi batizada em 9 de outubro de 1946 no Igreja Holmen, tendo como padrinhos o Rei da Dinamarca, a Rainha da Dinamarca, o Príncipe Herdeiro da Suécia, o Príncipe Bertil da Suécia, o Rei da Noruega, o Príncipe Jorge da Grécia e Dinamarca, a Princesa Herdeira da Noruega, a Rainha Maria do Reino Unido, a Princesa Dagmar da Dinamarca e a Princesa Herdeira dos Países Baixos.

## Educação
Princesa Ana Maria e suas irmãs viviam em apartamentos no Palácio de Frederik IX em Amalienborg e no Palácio de Fredensborg. Ela passava as férias de verão com a Família Real na casa de verão de seus pais no Palácio de Gravenstein na Jutlândia do Sul. Em 20 de abril de 1947, o Rei Cristiano X faleceu e o Príncipe Herdeiro ascendeu ao trono como Frederico IX.
Quando seu pai ascendeu ao trono, somente os homens podiam ascender ao trono da Dinamarca. Os pais de Ana Maria não tinham filhos, então quem assumiria ao trono seria seu tio Príncipe Canuto. A popularidade de Frederico IX e suas filhas e o papel mais prominente da mulher na vida dinamarquesa abriu caminhou para o novo Ato de Sucessão em 1953 que permitia a sucessão feminina ao trono seguindo a preferência do homem sobre a mulher, quando não existissem filhos homens, as filhas poderiam ascender ao trono. A irmã mais velha de Ana Maria, Margarida, tornou-se a herdeira presuntiva, e a Princesa Benedita e a Princesa Ana Maria tornaram-se a segunda e a terceira na linha de sucessão.
Ana Maria foi educada no N. Zahle's School, uma escola privada em Copenhaga, entre 1952 até 1961. Em 1961 frequentou o Chatelard School uma instituição para meninas, um internato inglês nos arredores de Montreux, na Suíça. Entre 1963 e 1964 frequentou o Institut Le Mesnil, um internato suíço nos arredores de Montreux.

## Casamento

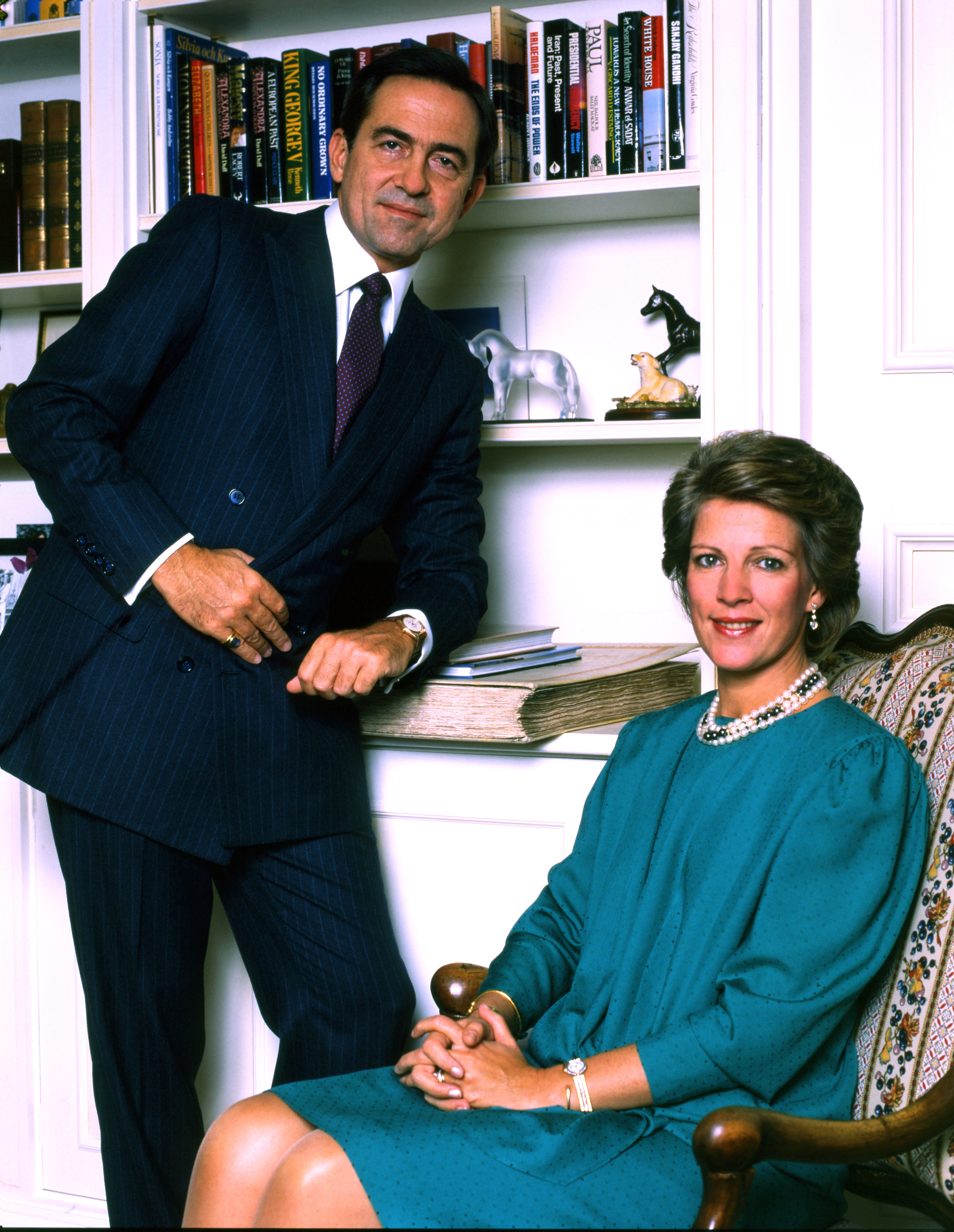
Ana Maria e Constantino

Em 1959, quando tinha treze anos, Ana Maria conheceu seu futuro marido, seu primo em terceiro grau Constantino, Príncipe Herdeiro da Grécia, que acompanhou seus pais, Rei Paulo e Rainha Frederica, em uma visita de estado à Dinamarca. Voltaram a encontrar-se novamente na Dinamarca em 1961, quando Constantino declarou para seus pais sua intenção de casar-se com Ana Maria. Em 1962 encontraram-se de novo em Atenas no casamento da irmã de Constantino, Princesa Sofia da Grécia e Dinamarca ao Príncipe Juan Carlos da Espanha, onde Ana Maria atuou como dama de honra e novamente 1963 no centenário das celebrações da monarquia grega.
Em 6 de março de 1964, Paulo da Grécia morreu, e Constantino o sucedeu como Rei dos Helenos. Em julho de 1964, o noivado entre Constantino e Ana Maria foi anunciado gerando protesto de esquerda na Dinamarca. Ana Maria e Constantino casaram-se em 18 de setembro de 1964 na Catedral Metropolitana de Atenas. Para casar-se Ana Maria teve que pedir autorização para o matrimônio e por ser um chefe de Estado estrangeiro conseguiu a autorização, mas renunciou seus direitos de sucessão ao trono dinamarquês por si e seus descendentes.

## Descendência
Ana Maria e Constantino possuem cinco filhos e nove netos.
- Princesa Alexia da Grécia e Dinamarca (n. 10 de julho de 1965). Casou-se em 9 de julho de 1999 em Londres com Carlos Morales Quintana. Eles têm quatro filhos
  - Arrietta Morales y de Grecia (n. 24 de fevereiro de 2002)
  - Ana-Maria Morales y de Grecia (n. 15 de mai de  2003)
  - Carlos Morales y de Grecia (n. 30 de julho de 2005)
  - Amelia Morales y de Grecia (n. 26 outubro de 2007).
- Príncipe Herdeiro Paulo da Grécia, Príncipe da Dinamarca (n. 20 de maio de 1967). Casou-se em 1 de julho de 1995 em Londres com Maria Chantal Miller, que tornou-se Princesa Herdeira Maria Chantal da Grécia, Princesa da Dinamarca. Eles têm cinco filhos:
  - Princesa Maria Olympia da Grécia e Dinamarca (n. 25 de julho de 1996)
  - Príncipe Constantino Alexios da Grécia e Dinamarca (n. 29 de outubro de 1998)
  - Príncipe Aquiles-André da Grécia e Dinamarca (n. 12 de agosto de 2000)
  - Príncipe Ulisses Simão da Grécia e Dinamarca (n. 17 de setembro de 2004)
  - Príncipe Aristidis Stavros da Grécia e Dinamarca (n. 29 de junho de 2008)
- Príncipe Nicolau da Grécia e Dinamarca (n. 1 de outubro de 1969). Casou-se em 25 de agosto de 2010 na ilha de Spetses com Tatiana Blatnik, que passou a ser Princesa Tatiana da Grécia e Dinamarca.
- Princesa Theodora da Grécia e Dinamarca (n. 9 de junho de 1983).
- Príncipe Filipe da Grécia e Dinamarca (n. 26 de abril de 1986).

## Títulos
- 30 de agosto de 1946 - 18 de setembro de 1964: Sua Alteza Real a Princesa Anne-Marie da Dinamarca

- 18 de setembro de 1964 - 1º de junho de 1973: Sua Majestade a Rainha dos Helenos, Princesa da Dinamarca

- 1º de junho de 1973 - presente: Sua Majestade a Rainha Ana Maria dos Helenos, Princesa da Dinamarca